# Beauty and Mr. Romantic
Beauty and Mr. Romantic (en hangul, 미녀와 순정남; McCune-Reischauer, Minyŏwa sunjŏngnam; literalmente, «Belleza y hombre puro») es una serie de televisión surcoreana de fin de semana dirigida por Hong Seok-gu y protagonizada por Im Soo-hyang y Ji Hyun-woo. Se emite en el canal KBS2 desde el 23 de marzo hasta el 8 de septiembre de 2024, en horario de sábados y domingos a las 19:55 (hora local coreana).

## Sinopsis
Do-ra, una actriz de primer nivel, se une a una serie de televisión para actuar junto al novio de su rival Bi-bi. Ella coquetea con él para molestar a esta, pero la situación empeora cuando Bi-bi aparece en el set y provoca una escena. Do-ra se hace la inocente y culpa al novio de set, lo que arruina su relación laboral. Dae-choong, un director novato, lucha por mejorar su relación para tener un rodaje sin problemas.
Cuando Dae-choong era joven, Do-ra y su familia alquilaron una pequeña habitación en su casa debido a dificultades económicas. Entonces, cuando encontró a Do-ra como la actriz principal del proyecto, se sorprendió mucho. Afortunadamente, como ha pasado mucho tiempo y ahora vive bajo el nombre de Pil-seung, Do-ra no lo reconoce. Le resulta difícil trabajar con ella debido a su mala actitud, por lo que le revela su verdadera identidad y espera su amabilidad.
Cuando Do-ra se da cuenta de que Pil-seung es su primer amor, Dae-choong, se enamora de él nuevamente. Cuando Dae-choong se enoja por sus continuas burlas contra él, ella comparte sus sentimientos con él. Después descubre que a él también le gusta y empiezan a salir.  Sin embargo, el mundo de Do-ra pronto se desmorona debido a las deudas de juego de su madre, lo que la lleva a casarse con otro hombre por dinero.
Sintiéndose traicionado, Dae-choong hiere los sentimientos de Do-ra con duras palabras. Mientras está perdido en el resentimiento, descubre artículos de noticias escandalosas sobre el pasado de Do-ra que se difunden por Internet. Al poco tiempo, le llega el anuncio de su muerte. Ignorando que Do-ra en realidad ha sobrevivido milagrosamente y vive con una nueva identidad como Ji-young, se sumerge en el trabajo para aliviar el dolor.
Un año después, Dae-choong asume un proyecto como director principal.  Allí conoce a un joven miembro del personal, Ji-young, que le recuerda a Do-ra.

## Reparto

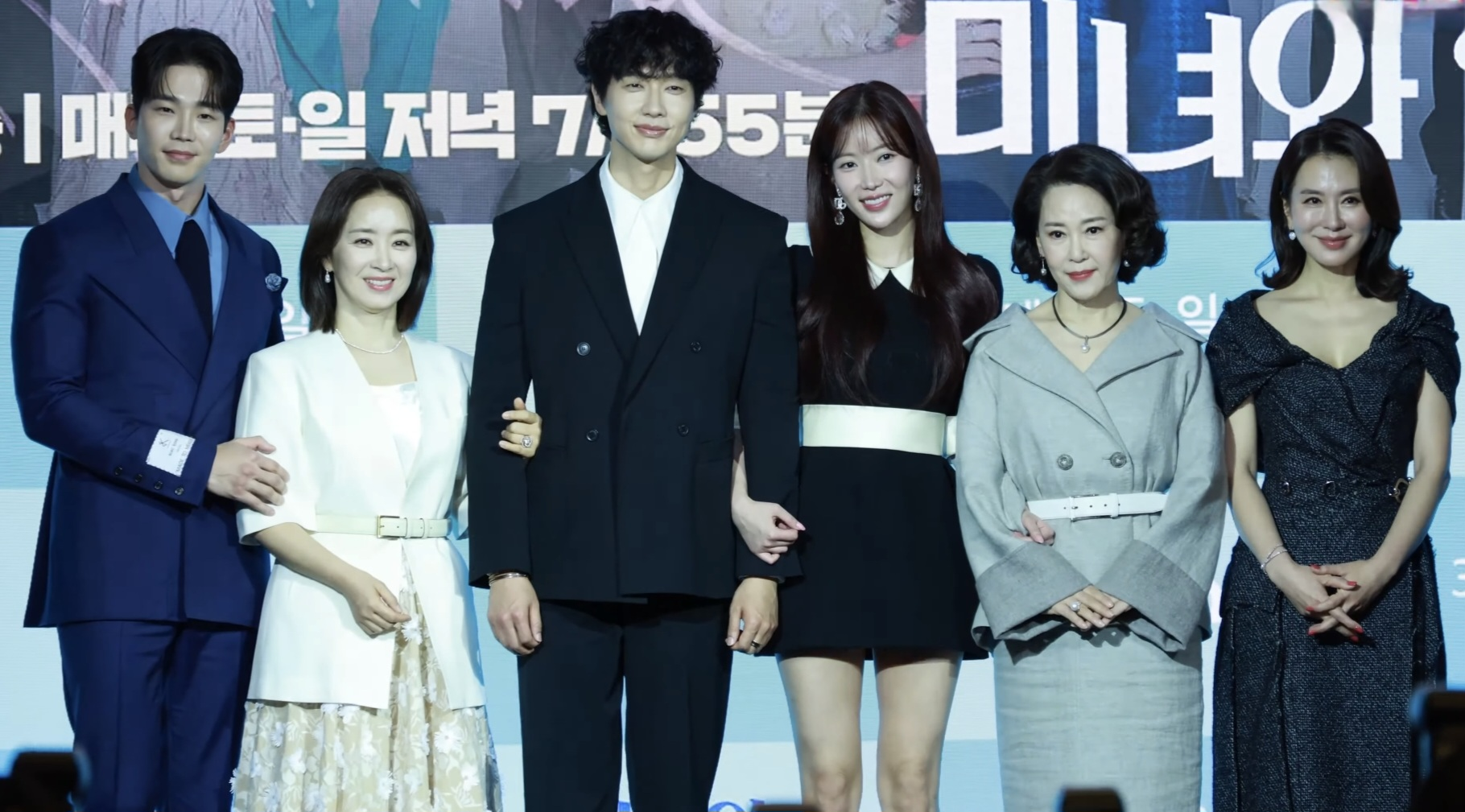
Reparto de Beauty and Mr. Romantic durante la conferencia de prensa de presentación en marzo de 2024

### Principal
- Im Soo-hyang como Park Do-ra / Kim Ji-young, una destacada actriz que fue secuestrada por su madre cuando era joven y que ha construido su filmografía a través de dificultades desde su infancia.[3][4]
  - Lee Seol-ah como Park Do-ra de adolescente.[5]
- Ji Hyun-woo como Go Pil-seung, un productor de drama novato y luchador, con un gran sueño de éxito.[3][6]
  - Moon Seong-hyun como Go Dae-chung / Go Pil-seung de adolescente.[5][7]

### Secundario

#### Familia de Do-ra
- Cha Hwa-yeon como Baek Mi-ja, la madre de Do-ra.[8][9]
- Yang Dae-hyuk como Park Do-sik, el hermano mayor de Do-ra.[10][11]
- Lee Sang-jun como Park Do-jun, el hermano menor de Do-ra.[10][11]

#### Familia de Pil-sung
- Yoon Yoo-sun como Kim Sun-young, la madre de Pil-sung.[8][9]
- Lee Doo-il como Go Hyun-cheol, el padre de Pil-sung.[8][9]
- Im Ye-jin como So Geum-ja, la abuela de Pil-sung.[8][9]
- Lee Young-eun como Go Myeong-dong, la tía de Pil-sung, guionista.[10][11][12]

#### Familia de Jin-taek
- Park Sang-won como Gong Jin-taek, presidente del Grupo APP.[8][9]
- Lee Il-hwa como Jang Soo-yeon, la esposa de Jin-taek.[8][9]
- Go Yoon como Gong Jin-dan, hermanastro de Jin-taek.[10][13]
- Kim Hye-sun como Hong Ae-kyo, la madre de Jin-dan, y amante de Jin-taek.[8][9]
- Jung Jae-soon como Gong-sook, la tía de Jin-taek.[8][9]
- Han Soo-ah como Gong Ma-ri, la hija única de Jin-taek y Soo-yeon.[10][11]

#### Otros
- Heo Jin como Kim Kkot-bun, ayudante de cocina de Jin-taek.
- Lee Seung-hyung como Hong Jin-gu, sénior de Pil-sung y director de la serie en la que aparece Do-ra.[10]
- Kang Seong-min como Cha Bong-su, el protagonista masculino de la serie en la que aparece Do-ra.[10]
- Won Yu-jin como Jo Bi-bi, la actriz rival de Do-ra, con la que mantiene una relación de amor y odio.[10]
- Nam Jung-gyu como Lee Jae-dong, el manager de Do-ra, a la que cuida como a su propia hermana mayor.[10][11]
- Park Se-young como Park Sook-ja, subdirector de Pil-seung, asistente de dirección del drama.
- Ahn Yeon-hong como Kim Oh-kyung, una guionista que está trabajando en un drama con Go Pil-seung.

### Apariciones especiales
- Park Geun-hyung como Kim Joon-seop, el abuelo de Pil-sung y padre de Sun-young.[8][9]
- Lee Se-hee como Se-ra, una actriz que está enamorada de Go Pil-seung (ep. 17).[14]

## Producción
La serie está producida por RaemongRaein, que le ha destinado 16 000 millones de wones como presupuesto toral. Está escrita por Kim Sa-kyung, quien firmó también los guiones de las populares Young Lady and Gentleman (2021-22), My Only One (2018-19) y Blow Breeze (2016-17). El director Hong Seok-gu lo fue aismismo de Homemade Love Story (2020-21), My Only One (2018-19) y Generación de chicas 1979 (2017). El director musical de la serie es Choi Cheol-ho.
El 14 de febrero de 2024 se difundieron imágenes de la lectura del guion. El 22 del mismo mes se publicó el primer cartel de la serie, que muestra no a los dos actores protagonistas sino a los que interpretan a sus personajes en su primera juventud, Lee Seol-ah y Moon Seong-hyun, una elección llamativa por ser poco habitual. Tres días después se lanzó el primer avance, de nuevo centrado en los personajes adolescentes. La producción se presentó el 21 de marzo en el hotel Sangam Stanford en Mapo-gu, Seúl.

## Audiencia
La serie arrancó con un 15,3 % y un 17,2 % en sus dos primeros episodios.
| Parte | Parte | Episodio número | Episodio número | Episodio número | Episodio número | Episodio número | Episodio número | Episodio número | Episodio número | Episodio número | Episodio número |
| Parte | Parte | 1               | 2               | 3               | 4               | 5               | 6               | 7               | 8               | 9               | 10              |
| ----- | ----- | --------------- | --------------- | --------------- | --------------- | --------------- | --------------- | --------------- | --------------- | --------------- | --------------- |
|       | 1     | 2.630           | 2.935           | 2.542           | 3.134           | 2.633           | 2.784           | 2.456           | 2.886           | 2.616           | 2.927           |
|       | 2     | 2.439           | 2.627           | 2.366           | 2.840           | 2.563           | 3.337           | 2.721           | 3.188           | 2.661           | 3.242           |
|       | 3     | 2.715           | 2.989           | 2.745           | 3.017           | 2.696           | 2.901           | 3.093           | 3.054           | 2.967           | 3.138           |
|       | 4     | 2.915           | 3.282           | 2.779           | 3.191           | 3.067           | 3.326           | 2.185           | 2.526           | 3.270           | 3.544           |
|       | 5     | 3.168           | 3.489           | 3.072           | 3.230           | 2.906           | 3.453           | 3.168           | 3.187           | 3.450           | 3.771           |

| Episodio | Fecha de emisión         | Índices de audiencia | Índices de audiencia |
| Episodio | Fecha de emisión         | Nielsen Korea        | Nielsen Korea        |
| Episodio | Fecha de emisión         | Nacional             | Seúl                 |
| --- | ------------------------ | -------------------- | -------------------- |
| 1 | 23 de marzo de 2024      | 15,3 % (1.ª)         | 14,1 % (1.ª)         |
| 2 | 24 de marzo de 2024      | 17,2 % (1.ª)         | 16,0 % (1.ª)         |
| 3 | 30 de marzo de 2024      | 14,9 % (1.ª)         | 13,9 % (1.ª)         |
| 4 | 31 de marzo de 2024      | 17,6 % (1.ª)         | 16,0 % (1.ª)         |
| 5 | 6 de abril de 2024       | 15,0 % (1.ª)         | 14,2 % (1.ª)         |
| 6 | 7 de abril de 2024       | 16,0 % (1.ª)         | 14,5 % (1.ª)         |
| 7 | 13 de abril de 2024      | 14,4 % (1.ª)         | 13,5 % (1.ª)         |
| 8 | 14 de abril de 2024      | 16,8 % (1.ª)         | 14,9 % (1.ª)         |
| 9 | 20 de abril de 2024      | 14,8 % (1.ª)         | 13,1 % (1.ª)         |
| 10 | 21 de abril de 2024      | 16,5 % (1.ª)         | 15,2 % (1.ª)         |
| 11 | 27 de abril de 2024      | 14,1 % (1.ª)         | 13,1 % (1.ª)         |
| 12 | 28 de abril de 2024      | 15,2 % (1.ª)         | 14,0 % (1.ª)         |
| 13 | 4 de mayo de 2024        | 13,0 % (1.ª)         | 11,8 % (1.ª)         |
| 14 | 5 de mayo de 2024        | 15,6 % (1.ª)         | 13,6 % (2.ª)         |
| 15 | 11 de mayo de 2024       | 15,2 % (1.ª)         | 14,6 % (1.ª)         |
| 16 | 12 de mayo de 2024       | 18,3 % (1.ª)         | 17,1 % (1.ª)         |
| 17 | 18 de mayo de 2024       | 16,2 % (1.ª)         | 15,1 % (1.ª)         |
| 18 | 19 de mayo de 2024       | 18,4 % (1.ª)         | 17,1 % (1.ª)         |
| 19 | 25 de mayo de 2024       | 14,8 % (1.ª)         | 13,9 % (1.ª)         |
| 20 | 26 de mayo de 2024       | 18,1 % (1.ª)         | 16,8 % (1.ª)         |
| 21 | 1 de junio de 2024       | 15,4 % (1.ª)         | 14,0 % (1.ª)         |
| 22 | 2 de junio de 2024       | 17,2 % (1.ª)         | 15,7 % (1.ª)         |
| 23 | 8 de junio de 2024       | 16,0 % (1.ª)         | 14,0 % (1.ª)         |
| 24 | 9 de junio de 2024       | 17,0 % (1.ª)         | 16,1 % (1.ª)         |
| 25 | 15 de junio de 2024      | 16,2 % (1.ª)         | 15,3 % (1.ª)         |
| 26 | 16 de junio de 2024      | 17,2 % (1.ª)         | 16,4 % (1.ª)         |
| 27 | 22 de junio de 2024      | 18,0 % (1.ª)         | 17,0 % (1.ª)         |
| 28 | 23 de junio de 2024      | 17,9 % (1.ª)         | 17,0 % (1.ª)         |
| 29 | 29 de junio de 2024      | 16,5 % (1.ª)         | 15,6 % (1.ª)         |
| 30 | 30 de junio de 2024      | 18,3 % (1.ª)         | 17,2 % (1.ª)         |
| 31 | 6 de julio de 2024       | 17,5 % (1.ª)         | 17,1 % (1.ª)         |
| 32 | 7 de julio de 2024       | 18,6 % (1.ª)         | 17,8 % (1.ª)         |
| 33 | 13 de julio de 2024      | 16,0 % (1.ª)         | 15,6 % (1.ª)         |
| 34 | 14 de julio de 2024      | 17,9 % (1.ª)         | 17,2 % (1.ª)         |
| 35 | 20 de julio de 2024      | 17,2 % (1.ª)         | 16,1 % (1.ª)         |
| 36 | 21 de julio de 2024      | 19,2 % (1.ª)         | 18,2 % (1.ª)         |
| 37 | 10 de agosto de 2024     | 12,4 % (1.ª)         | 11,8 % (1.ª)         |
| 38 | 11 de agosto de 2024     | 14,0 % (1.ª)         | 14,0 % (1.ª)         |
| 39 | 17 de agosto de 2024     | 18,1 % (1.ª)         | 17,2 % (1.ª)         |
| 40 | 18 de agosto de 2024     | 19,5 % (1.ª)         | 17,4 % (1.ª)         |
| 41 | 24 de agosto de 2024     | 18,4 % (1.ª)         | 17,2 % (2.ª)         |
| 42 | 25 de agosto de 2024     | 20,5 % (1.ª)         | 19,8 % (1.ª)         |
| 43 | 31 de agosto de 2024     | 18,3 % (1.ª)         | 17,4 % (1.ª)         |
| 44 | 1 de septiembre de 2024  | 18,6 % (1.ª)         | 17,5 % (1.ª)         |
| 45 | 7 de septiembre de 2024  | 16,6 % (1.ª)         | 15,3 % (2.ª)         |
| 46 | 8 de septiembre de 2024  | 19,8 % (1.ª)         | 18,7 % (1.ª)         |
| 47 | 14 de septiembre de 2024 | 18,0 % (1.ª)         | 17,5 % (1.ª)         |
| 48 | 15 de septiembre de 2024 | 18,0 % (1.ª)         | 16,5 % (1.ª)         |
| 49 | 21 de septiembre de 2024 | 19,8 % (1.ª)         | 17,6 % (1.ª)         |
| 50 | 22 de septiembre de 2024 | 21,4 % (1.ª)         | 20,4 % (1.ª)         |
| Promedio | Promedio                 | 16,9 %               | 15,8 %               |
| - En la tabla superior, los números azules representan las calificaciones más bajas y los números rojos representan las más altas. |                          |                      |                      |